# Xiaomi Mi 1
El Xiaomi Mi1 (comúnmente llamado Mi Phone) es un teléfono inteligente Android de gama alta fabricado por Xiaomi. El dispositivo utiliza un Qualcomm Snapdragon S3 (doble núcleo, 1,5 GHz) como CPU y un Adreno 220 como GPU. El precio inicial del dispositivo es de 1999 yenes. Dentro de las primeras 34 horas de su lanzamiento, el dispositivo recibió más de 300.000 pedidos anticipados.
El 20 de diciembre de 2011, la empresa anunció su cooperación con la empresa china de telecomunicaciones China Unicom. El plan es ofrecer 1 millón de modelos Mi1 personalizados en las tiendas Unicom a un precio de 2699 yuanes con un período de contrato de 2 a 3 años.

## Especificaciones
El cuerpo del Mi 1 está hecho principalmente de plástico, en su interior hay una ranura para tarjeta SIM. El puerto microUSB está en la parte inferior del dispositivo y el conector de audio está en la parte superior. Los botones de volumen están en el lado derecho del dispositivo, mientras que el botón de encendido está en la parte superior del dispositivo. Cerca de la parte superior del dispositivo hay una cámara frontal y un sensor de proximidad. El dispositivo está ampliamente disponible en colores blanco, rosa, azul, amarillo, morado y gris. La pantalla del dispositivo es una pantalla táctil capacitiva TFT de 4 pulgadas con una resolución de aproximadamente 245ppi.
Este modelo es una de las dos variantes del Xiaomi Mi1 que Xiaomi creó antes de la creación del Xiaomi Mi2. El dispositivo funciona con una batería de 1930 mAh.

### Software
Xiaomi Mi1 viene con la experiencia de usuario de Android y Xiaomi MIUI.

#### Actualizaciones
Las actualizaciones de Xiaomi Mi 1 están disponibles en tres canales: estable, desarrollador y diario. Las nuevas versiones estables generalmente están disponibles mensualmente con cambios continuos entre cada actualización, las nuevas versiones para desarrolladores generalmente están disponibles semanalmente y agregan características pequeñas pero a veces significativas entre actualizaciones, las nuevas versiones beta generalmente están disponibles cada vez Disponible los miércoles, generalmente contienen solo correcciones menores y optimizaciones. Las versiones beta solo están disponibles para una pequeña cantidad de probadores beta en el foro de la comunidad MIUI. Para actualizar entre versiones, los usuarios suelen utilizar una aplicación de actualización inalámbrica.